# Hliniště (Strážný)
Hliniště (německy Leimsgrub) je malá vesnice, část městyse Strážný v okrese Prachatice v Jihočeském kraji. Nachází se v údolí říčky Řasnice, při silnici I/4 mezi Horní Vltavicí (respektive vesnicí Řasnice) a Strážným, necelé dva kilometry na východ od Strážného. Hliniště je také název katastrálního území o rozloze 3,21 km². V katastrálním území Hliniště leží i Kořenný.

## Historie
První písemná zmínka o vesnici pochází z roku 1735.

## Obyvatelstvo
| Rok            | 1869 | 1880 | 1890 | 1900 | 1910 | 1921 | 1930 | 1950 | 1961 | 1970 | 1980 | 1991 | 2001 | 2011 | 2021 |
| -------------- | ---- | ---- | ---- | ---- | ---- | ---- | ---- | ---- | ---- | ---- | ---- | ---- | ---- | ---- | ---- |
| Počet obyvatel | 173  | 174  | 187  | 173  | 173  | 170  | 164  | 49   | 53   | 52   | 39   | 33   | 29   | 28   | 18   |
| Počet domů     | 15   | 19   | 25   | 26   | 27   | 29   | 31   | 30   | 30   | 15   | 11   | 19   | 19   | 17   | 16   |

## Obecní správa
Při sčítání lidu v letech 1850–1959 Hliniště bylo osadou obce Řasnice, se kterým patřilo nejprve do okresu Prachatice, ale v roce 1950 v okrese Vimperk. Od roku 1960 je částí městyse Strážný v okrese Prachatice.

## Pamětihodnosti
- Přírodní rezervace Hliniště
- Hráz rybníka Kunžvartu